# Diocesi di Cerasonte
La diocesi di Cerasonte (in latino Dioecesis Cerasuntina) è una sede soppressa del patriarcato di Costantinopoli e una sede titolare della Chiesa cattolica.

## Storia
Cerasonte, corrispondente alla città di Giresun nell'odierna Turchia, è un'antica sede episcopale della provincia romana del Ponto Polemoniaco nella diocesi civile del Ponto. Faceva parte del patriarcato di Costantinopoli ed era suffraganea dell'arcidiocesi di Neocesarea.
La sede è documentata nelle Notitiae Episcopatuum del patriarcato fino al XV secolo, dapprima come suffraganea di Neocesarea e poi, a partire dalla fine dell'XI secolo, come sede metropolitana senza suffraganee.
Diversi sono i vescovi noti di questa antica diocesi bizantina, molti dei quali presero parte ai concili ecumenici del primo millennio cristiano: Gregorio al concilio di Efeso (431), Graziano al concilio di Calcedonia (451), Teofilatto alle ultime sessioni del terzo concilio di Costantinopoli (680-681), Narses al concilio in Trullo (691-692), Giovanni al secondo concilio di Nicea (787) e Simeone al concilio di Costantinopoli dell'879-880 che riabilitò il patriarca Fozio.
Altri vescovi sono noti grazie all'esistenza dei loro sigilli episcopali; si tratta di Leone, Gregorio II, Klemes e un anonimo, vissuti tra IX e XIII secolo.
Nella seconda metà dell'XI secolo Cerasonte fu elevata al rango di sede metropolitana; il primo metropolita conosciuto è Niceta, che sottoscrisse nel 1079 un crisobulo di Niceforo III Botaniate. La metropolia è ancora documentata nel XVII secolo, epoca nella quale venne soppressa e il suo territorio annesso a quello della metropolia di Trebisonda nell'ottobre del 1698. Nel 1913 il titolo di Cerasonte fu unito a quello della metropolia di Chaldia; questa sede, denominata "metropolia di Chaldia, Cheriana e Cerasonte", scomparve nel 1923 in seguito agli accordi del trattato di Losanna che impose obbligatoriamente lo scambio delle popolazioni tra Grecia e Turchia; ancora nel 1915 la città di Giresun, l'antica Cerasonte, contava circa 12000 greco-ortodossi.
Dal XIX secolo Cerasonte è annoverata tra le sedi vescovili titolari della Chiesa cattolica; la sede è vacante dal 21 marzo 1965. Due sono stati finora i suoi vescovi titolari: Louis-Joseph-Marie Auneau, vicario apostolico di Shiré, oggi arcidiocesi di Blantyre, in Malawi; e Arturo Antonio Szymanski Ramírez, vescovo coadiutore di San Andrés Tuxtla in Messico.

## Cronotassi

### Vescovi greci
- Gregorio I † (menzionato nel 431)
- Graziano (o Gratidiano) † (prima del 451 - dopo il 458)
- Teofilatto † (menzionato nel 680)
- Narses † (menzionato nel 692)
- Giovanni † (menzionato nel 787)
- Leone † (circa IX secolo)
- Simeone † (menzionato nell'879)
- Gregorio II † (X / XI secolo)[14]
- Anonimo † (XI secolo)
- Niceta † (prima del 1079 - dopo il 1082)[15]
- Pietro † (menzionato nel 1147)[16]
- Michele † (dopo il 1174)[17]
- Klemes † (XIII secolo)
- Cirillo † (menzionato nel 1360)
- Achille † (menzionato nel 1393)
- Callisto † (menzionato nel 1483)
- Teofane † (menzionato nel 1572)
- Eutimio † (menzionato nel 1590)
- Partenio † (menzionato nel 1596)
- Neofito † (menzionato nel 1613)

### Vescovi titolari
- Louis-Joseph-Marie Auneau, S.M.M. † (4 maggio 1910 - 5 novembre 1959 deceduto)
- Arturo Antonio Szymanski Ramírez † (20 aprile 1960 - 21 marzo 1965 succeduto vescovo di San Andrés Tuxtla)